# 國立中科實驗高級中學
國立中科實驗高級中學（簡稱中科實中）位於台灣臺中市大雅區內的國立完全中學，配合中部科學園區設置而於2009年8月6日成立，但校區僅鄰近中部科學園區臺中園區。是繼新竹、南部科學園區後，第三個科學園區內的實驗高中。

## 校史
- 2009年8月6日：核准成立「國立中科實驗高級中學」。
- 2010年8月：開始招生，但借用國立中興大學南區校本部雲平樓上課兩年。
- 2011年6月8日：第一屆學生自治會成立。
- 2012年8月：遷回校址臺中市大雅區平和路227號
- 2016年8月1日：成立國中部並開始招生。
- 2018年10月26日：雙語部揭牌成立。
- 2019年8月30日：雙語部7至12年級招生。
- 2021年8月1日：雙語部1至12年級招生。

## 歷任校長
- 陳國祥：2009年－2017年7月
- 林坤燦：2017年8月-2021年7月
- 秦文智：2021年8月-現任[2]

## 象徵

### 校服
目前穿便服為主。
夏季校服及長、短袖運動服均已設計完成，新生於入學時可自由選擇是否購買。
學校無規定須穿著校服到校。

## 校景

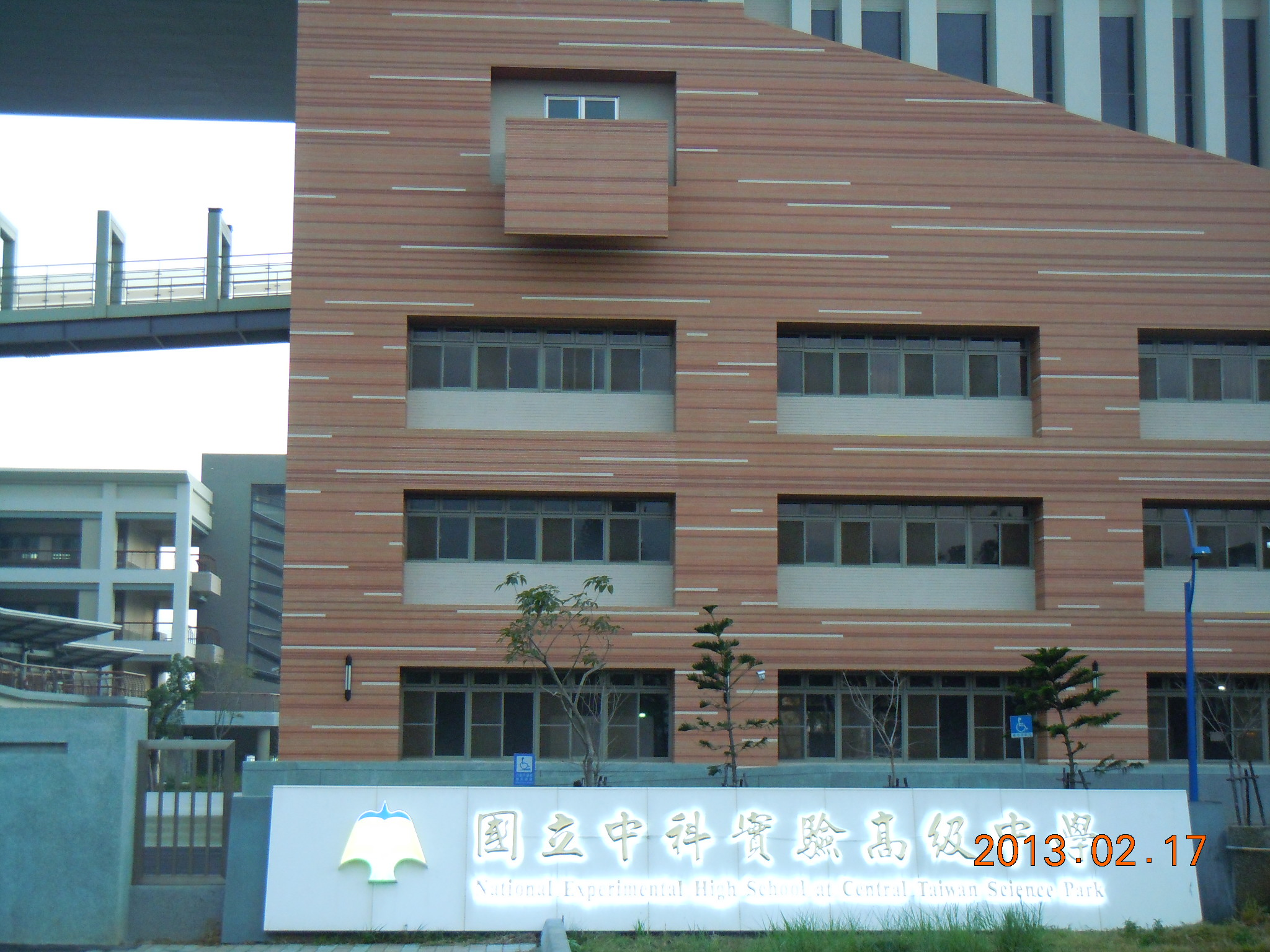
國立中科實驗高級中學校門口
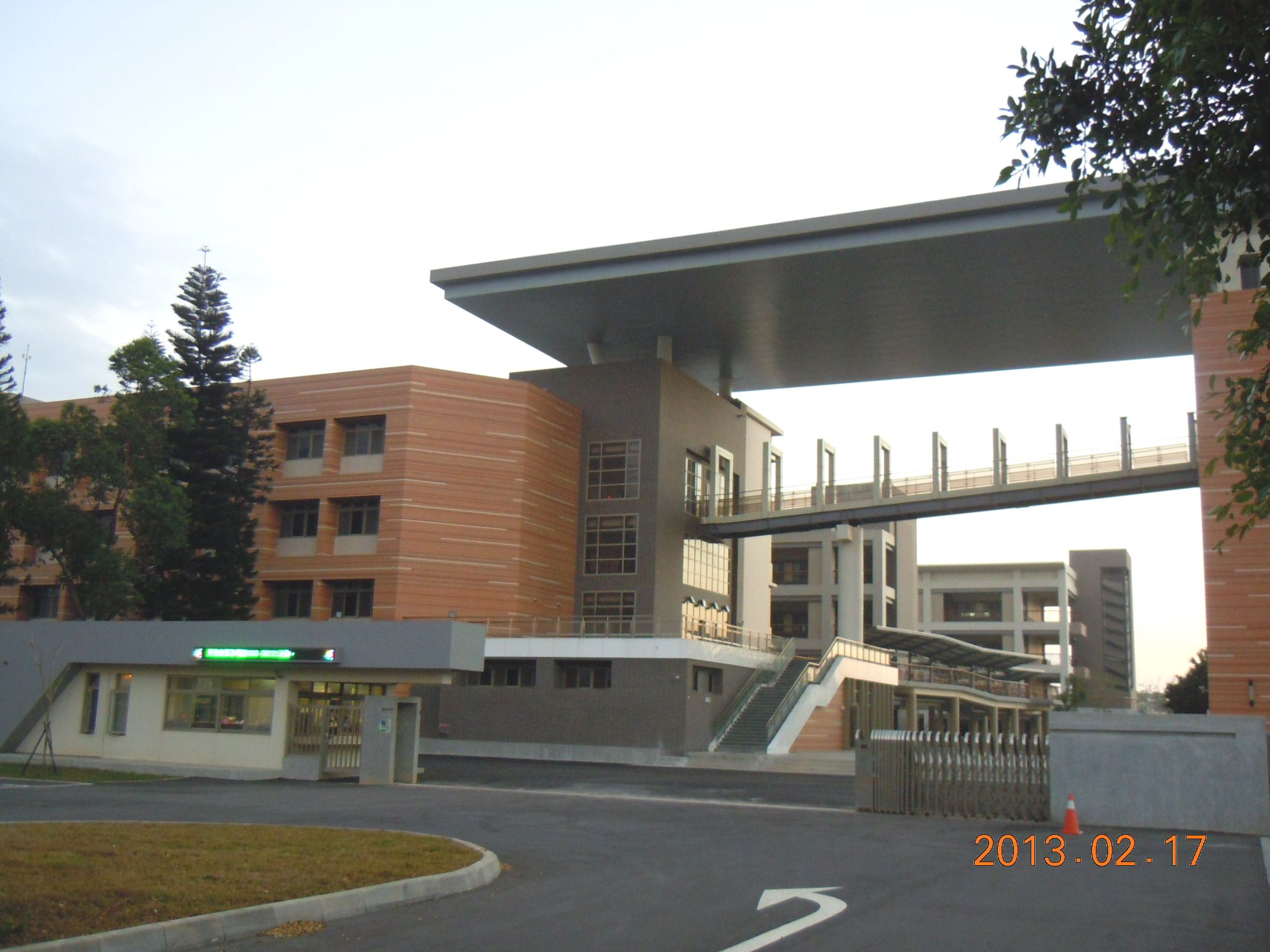
國立中科實驗高級中學校門口

## 外部連結
- 國立中科實驗高級中學（页面存档备份，存于）
- 實驗中學 - 中部科學工業園區（页面存档备份，存于）